# 이진주 (음악가)
이진주(JinJoo Lee, 1987년 11월 15일 ~ )는 미국에서 활동하는 대한민국 출신 기타리스트이다. 밴드 DNCE의 기타리스트이다.

## 생애
1987년 11월 15일 대한민국 인천광역시에서 태어났다. 12살 때 기타를 독학으로 배워, 가족 밴드에서 기타리스트를 맡았다. 19살 때 미국 로스앤젤레스로 건너갔다. 가수 소향의 시누이이다.

## 경력
JOJO, 시로 그린, 조딘 스파크스, 찰리 XCX의 세션으로 참여했다. 2010년~2011년, 시로 그린의 여성 백 밴드 스칼렛 피버의 멤버였다.

### DNCE
2009년, 조너스 브라더스의 투어 공연에 세션으로 참여해 조 조너스와 만나게 됐다. 2015년부터 DNCE의 멤버로 데뷔해 기타리스트로 활동 중이다.